# Friedrich David Lenz
Friedrich David Lenz (* 9. Septemberjul. / 20. September 1745greg. in Serben, Gouvernement Livland; † 4. Dezemberjul. / 16. Dezember 1809greg. in Dorpat) war ein deutschbaltischer Geistlicher und erster Lektor für Estnisch und Finnisch an der Kaiserlichen Universität Dorpat.

## Leben und Werk
Friedrich David Lenz wurde in einem livländischen Pastorat als Sohn des Pastors Christian David Lenz und dessen zweiten Ehefrau Dorothea. geb. Neoknapp (1721–1778) geboren und war somit der ältere Bruder des Sturm-und-Drang-Schriftstellers Jakob Michael Reinhold Lenz. Er ging in Dorpat zur Schule und studierte von 1762 bis 1764 an der Universität Königsberg Theologie. Nach dem Kandidatenexamen wurde er Hauslehrer in Reval und trat nach seiner Ordination 1767 seine erste Pfarrstelle in Tarvast an.
Seit 1779 war er Oberpastor an der Dorpater Johanniskirche. In dieser Funktion hielt er am 21. April (alten Stils) 1802 die feierliche Predigt anlässlich der Eröffnung der Kaiserlichen Universität Dorpat. Mit der Neugründung wurde 1803 auch ein Lektorat für Finnisch und Estnisch eingerichtet, das – weltweit, inklusive Finnland – das erste seiner Art war.
Neben seinem Pfarramt übernahm Lenz ab 1803 dann auch das Estnisch- und Finnisch-Lektorat, das vor allem für die Sprachvermittlung an lutherische Pastoren gedacht war und nicht direkt mit Sprachforschung zu tun hatte. Verwendet wurde die Grammatik von August Wilhelm Hupel, die nicht zuletzt deswegen 1818 eine Neuauflage erlebte. Zu seinen Schülern zählten Johann Heinrich Rosenplänter sowie seine späteren Nachfolger Georg Philipp August von Roth und Johann Samuel Friedrich Boubrig. Zusätzlich war Lenz auch Zensor für estnische Schriften, wobei er der estnischen Presse jedoch keine Steine in den Weg legte.

## Schriften
- Vaterländische Predigten über alle Sonn- und Festtags-Evangelien durchs ganze Jahr. Seinem Vaterlande zum häuslichen Gottesdienst und Erbauung gewidmet. Zweyte verbesserte und vermehrte Auflage. Erster Theil. Dorpat: Grenzius 1794.
- Livländische Lese-Bibliothek, eine Quartalsschrift zur Verbreitung gemeinnütziger, vorzüglich einheimischer Kenntnisse in unserem Vaterlande 1–4. Dorpat: Grenzius 1796. 128 + 144 + 142 + 144 S.